# Señora Ke
La Señora Ke (circa 1588 - diciembre de 1627), fue la niñera del emperador de la dinastía Ming Tianqi (1605-1627), y ejerció gran influencia durante su reinado de 1620 a 1627.

## Vida
El trasfondo de la Señora Ke y su nombre original se desconocen, pero  se sabe que era una plebeya de Dingxing en Báoding. Casada en 1608 con un hombre llamado Hou Er, tuvo un hijo llamado Hou Guoxing y un hermano llamado Ke Guoxian. 
Entró como empleada en la corte imperial de la ciudad Prohibida a la edad de dieciocho años, y le dieron el cargo de niñera del futuro emperador Tianqi, nacido en 1605. El niño no tuvo ningún contacto con su madre biológica, la Consorte Wang (fallecida en 1619), y se volvió totalmente dependiente de la Señora Ke; según las fuentes, se volvieron tan cercanos, que ella guardaba en cajitas el cabello y uñas que le cortaba y el niño rehusaba ser apaciguado a la hora de la comida o antes de acostarse a menos que ella estuviera presente. La Señora Ke fue descrita como una "belleza" atrayente y tuvo relaciones cercanas con los eunucos Wei Chao y el famoso Wei Zhongxian.

### Reinado del emperador Tianqi
Cuando el príncipe subió al trono como el emperador Tianqi a los quince años en 1620, concedió a la Señora Ke el título de "Señora Fengsheng" (Fengsheng furen), dio a su hijo y a su hermano privilegios imperiales como comandantes del Batallón Imperial de Guardaespaldas, y designó a Wei Zhongxian para la prestigiosa oficina de eunucos custodios de los pinceles Imperiales en la Dirección del Ceremonial. Juntos, la Señora Ke y Wei Zhongxian realizaron una purga de sus enemigos en la corte y tomaron el control sobre los asuntos de estado mediante una regla de facto referida como "Ke-Wei".
Como era la costumbre, la Señora Ke abandonó el palacio personal del emperador cuando este se casó en 1621, pero el emperador volvió a llamarla poco después, ya que no podía soportar estar separado de ella. La Señora Ke entró en conflicto con la emperatriz, la cual intentó aplastar la influencia del régimen Ke-Wei acusando en público a la Señora Ke de varios delitos y ordenó que se la azotara, pero antes de que el castigo se llevara a cabo, fue impedido por el emperador. Según se informa, la Señora Ke y Wei Zhongxian cuidaron de mantener al emperador sin descendientes induciendo abortos involuntarios en sus concubinas y consortes, y fueron responsables del asesinato de algunas de ellas, al menos en dos ocasiones. Específicamente, fueron presuntamente la causa real del aborto involuntario sufrido en 1623 por la emperatriz al ordenar a una sirvienta que la envenenara, y también asesinaron a la  concubina Wang y a la Consorte Li ahogándolas en los estanques palaciegos, después de haber proferido quejas contra ellas.
En 1624, el oficial Yang Liang intentó derrocar el régimen "Ke-Wei" presentando cargos contra Wei Zhongxian, pero su partido fracasó, y al año siguiente lo obligaron a él y sus seguidores a dimitir y en algunos casos fueron encarcelados, torturados y asesinados por instigación de la Señora Ke y Wei Zhongxian.

### Muerte
Cuando el emperador Chongzhen sucedió a su hermano en el trono en 1627, la Señora Ke fue degradada al Departamento de Lavandería, donde fue mantenida bajo supervisión, y a Wei Zhongxian al puesto de manipulador de incienso en el mausoleo imperial; Wei Zhongxian se ahorcó, mientras la Señora Ke fue muerta durante un interrogatorio en la lavandería en diciembre de 1627.